# Jean-Denis Cochin (1789-1841)
Pour les articles homonymes, voir Jean-Denis Cochin.
Pour les autres membres de la famille, voir Famille Cochin.
Jean-Denis Cochin né le 14 juillet 1789 à Paris et décédé le 18 août 1841 à Paris fut un avocat et philanthrope français.

## Biographie
Fils du baron Jacques-Denis Cochin (1757-1837) et de la même famille que Jean-Denis Cochin (1726-1783), il suit ses études à la Faculté de droit et entre au barreau. À l'âge de 26 ans, il devient avocat près la Cour de cassation.
Maire de l'ancien 12e arrondissement de Paris de 1825 à 1830, à la suite de son père, et conseiller général de la Seine de 1833 à 1841, il devient député de la Seine en 1837.
Il fonda plusieurs salles d'asiles et publia un Manuel des salles d'asile (1834), souvent réimprimé.
Son fils est Augustin Cochin (1823-1872).
En 1875, la rue Sartine à Paris devient la rue Cochin en hommage à sa personne.
Il est officier de la Légion d'honneur.

## Sources
Cet article comprend des extraits du Dictionnaire Bouillet. Il est possible de supprimer cette indication, si le texte reflète le savoir actuel sur ce thème, si les sources sont citées, s'il satisfait aux exigences linguistiques actuelles et s'il ne contient pas de propos qui vont à l'encontre des règles de neutralité de Wikipédia.
- « Jean-Denis Cochin (1789-1841) », dans Adolphe Robert et Gaston Cougny, Dictionnaire des parlementaires français, Edgar Bourloton, 1889-1891 [détail de l’édition]